# Terralonus shaferi
Terralonus shaferi là một loài nhện trong họ Salticidae.
Loài này thuộc chi Terralonus. Terralonus shaferi được Willis J. Gertsch & Riechert miêu tả năm 1976.